# Institutionen för informatik (Lunds universitet)
Institutionen för informatik är en av sju institutioner vid Ekonomihögskolan vid Lunds universitet, som bedriver forskning och utbildning inom informationssystem. Verksamheten huserar i dag i EC2 vid Holger Crafoords Ekonomicentrum i Lund. Institutionen ändrade namn år 1991 på initiativ av professor Pelle Ehn - från den tidigare ämnesbeteckningen administrativ databehandling (ADB) - till den vid tidpunkten framväxande benämningen informatik, varpå flertalet av Sveriges övriga universitet och högskolor tog efter. Informatik i Lund betraktas i dag som ett designämne, vars fokus sägs vara drivet av de färdigheter som den blivande praktikern (systemvetaren) förväntas ha, och dennes förmåga att analysera, värdera och presentera lösningar på relevanta problem i skärningspunkten mellan IT, systemdesign och ekonomi.

## Utbildning
Institutionen är värd för det Systemvetenskapliga kandidatprogrammet - design av informationssystem samt ett internationellt magisterprogram i informationssystem; det senare var det enda av sitt slag i Sverige som av Universitetskanslerämbetet år 2012 bedömdes hålla "mycket hög kvalitet". Institutionen för informatik erbjuder även en forskarutbildning i ämnet, vilken leder till en filosofie doktorsexamen i informationssystem.